# Isoorientina
Isoorientina (o homoorientina) es una flavona, un compuesto químico similar a los flavonoides. Es la luteolina-6-C-glucósido de fraccionamiento que conduce al aislamiento de isoorientina como el principal componente hipoglucemiante en Gentiana olivieri.

## Aparición natural
Isoorientina puede aislarse de la flor de la pasión, Vitex negundo, Terminalia myriocarpa , la palma Açaí y Swertia japonica.

## Metabolismo
- Isoorientin 3'-O-methyltransferase